# رود آرمان
رود آرمان (روسی: Армань) یک رودخانه در استان ماگادان کشور روسیه است.